# Sumber Agung (Sragi)
Sumber Agung is een bestuurslaag in het regentschap Lampung Selatan van de provincie Lampung, Indonesië. Sumber Agung telt 3423 inwoners (volkstelling 2010).